# Korczak (Film)
Korczak ist ein deutsch-polnischer Spielfilm von Andrzej Wajda aus dem Jahre 1990.

## Handlung
Der Film spielt im Zweiten Weltkrieg 1942 in Warschau. Er erzählt die letzten Wochen im Leben des jüdisch-polnischen Arztes, Kinderbuchautors und Pädagogen Janusz Korczak. Korczak leitet ein von ihm gegründetes Waisenhaus. Nach Errichtung des Warschauer Ghettos muss auch sein Waisenhaus mit den jüdischen Kindern ins Ghetto umziehen. Auch im Ghetto opfert er sich für seine Kinder auf. Rund 200 jüdische Kinder betreut er unter widrigsten Umständen. Er lehrt die Kinder auch in diesen Zeiten der äußersten Not, dass sie eigenverantwortlich ihr Leben gestalten müssen. Unter seiner Anleitung wählen die Kinder eine Kinderregierung, um sich selbst besser zu organisieren. Korczak sammelt für die Kinder bei den Juden, die im Ghetto noch etwas besitzen. Im August 1942 beginnen die Nazis mit Abtransporten von Juden aus dem Ghetto in Vernichtungslager. Auch Korczaks 200 Kinder sollen abtransportiert werden. Noch kurz vor dem Abtransport erhält Korczak die Möglichkeit, mit einem Schweizer Pass das Ghetto zu verlassen. Doch Korczak weigert sich, seine Kinder zu verlassen, und steigt mit ihnen in die Güterwaggons, die in das Vernichtungslager Treblinka fahren.

## Synchronisation
Die deutsche Synchronfassung entstand im DEFA Studio für Synchronisation in Berlin. Hannelore Grünberg schrieb das Dialogbuch und Hans Kratzert führte Regie.
| Rolle                  | Darsteller                  | Synchronsprecher         |
| ---------------------- | --------------------------- | ------------------------ |
| Janusz Korczak         | Wojciech Pszoniak           | Udo Samel                |
| Stefania Wilczyńska    | Ewa Dałkowska               | Waltraut Kramm           |
| Maryna Rogowska-Falska | Teresa Budzisz-Krzyżanowska | Gisela Leipert           |
| Estera                 | Marzena Trybała             | Gabriele Schramm-Philipp |
| Heniek                 | Piotr Kozłowski             | Torsten Bauer            |
| Ichak Szulc            | Zbigniew Zamachowski        | K.Dieter Klebsch         |
| Max Bauer              | Jan Peszek                  | Dieter Wien              |
| Adam Czerniaków        | Aleksander Bardini          | Eberhard Mellies         |

## Kritiken
„In fast dokumentarischen Schwarzweiß-Bildern, unterlegt mit authentischen Aufnahmen, zeichnet der Film das eindrucksvoll gespielte Porträt eines Menschen, der die ihm anvertrauten Kinder selbst in schwierigster Zeit zu Gerechtigkeit, Brüderlichkeit und Toleranz erzieht.“

„Für die Arbeit in der Schule ist der Film – trotz einiger Einwände – ein Glücksfall. Wajdas Film sollte für den Unterricht herangezogen werden, egal ob Geschichte, Ethik, Pädagogik oder Zeitgeschehen auf dem Programm stehen.“

## Auszeichnungen
Robby Müller erhielt 1991 den Deutschen Filmpreis für seine Kameraführung.